# 1995년 12월
| 1995년: 1월 · 2월 · 3월 · 4월 · 5월 · 6월 · 7월 · 8월 · 9월 · 10월 · 11월 · 12월 |

| <          | 1995년 12월 | 1995년 12월 | 1995년 12월 | 1995년 12월 | 1995년 12월  | >          |
| 일         | 월          | 화          | 수          | 목          | 금           | 토         |
|            |             |             |             |             | 1 10.9 병인  | 2 10 정묘  |
| 3 11 무진  | 4 12 기사   | 5 13 경오   | 6 14 신미   | 7 15 임신   | 8 16 계유    | 9 17 갑술  |
| 10 18 을해 | 11 19 병자  | 12 20 정축  | 13 21 무인  | 14 22 기묘  | 15 23 경진   | 16 24 신사 |
| 17 25 임오 | 18 26 계미  | 19 27 갑신  | 20 28 을유  | 21 29 병술  | 22 11.1 정해 | 23 2 무자  |
| 24 3 기축  | 25 4 경인   | 26 5 신묘   | 27 6 임진   | 28 7 계사   | 29 8 갑오    | 30 9 을미  |
| 31 10 병신 |             |             |             |             |              |            |

| 편집하기 |

## 1995년12월 31일
- 수인선 협궤열차가 마지막 운행을 하다.

## 1995년12월 14일
- 보스니아 전쟁이 종전되다.

## 1995년12월 6일
- 민주자유당이 신한국당으로 출범하다.

## 1995년12월 3일
- 전두환 전 대통령, 12·12 사태와 5·18 광주 민주화 운동 유혈 진압을 주도한 혐의로 구속 수감되다.